# وادي العين (فلسطين)
وادي العين هو وادٍ يقع في جبال الكرمل ضمن منطقة الكرمل المرتفعة. يبدأ الوادي جنوب جامعة حيفا، بالقرب من خط تقسيم المياه وطريق 672، على ارتفاع 400 متر فوق مستوى سطح البحر. يُعد الوادي جزءًا من منتزه الكرمل.

## المسار الجغرافي
يتدفق وادي العين بشكل حاد على المنحدر الغربي لجبل الكرمل باتجاه الجنوب الغربي. في بداية تدفقه، ينحت الوادي طريقه عبر الصخور الكلسية شديدة الانحدار، ويشكل في أجزائه العليا واديًا واسعًا نسبيًا. يقطع الوادي طريقًا يؤدي إلى محمية حاي بار. وبعد أن يلتقي بروافده، مثل وادي كيلح القادم من الجنوب الشرقي، يتحول مجرى الوادي غربًا، ليعبر صخورًا صلبة ذات جدران يبلغ ارتفاعها ما بين 6 إلى 8 أمتار، مما يؤدي إلى تشكّل شلالات وكهوف طبيعية، حيث يصل ارتفاع أعلى شلال فيه إلى حوالي 5 أمتار. يتسم هذا الجزء من الوادي بانحدار أقل حدة.
يستقبل الوادي مياه روافد أخرى، مثل وادي دوريم ووادي أورانيت من الجنوب، ووادي نيدر من الشمال. يمر الوادي داخل المناطق السكنية في مدينة طيرة الكرمل، ومن المخطط إنشاء حديقة حضرية على ضفتيه في الجزء الغربي من المدينة. أخيرًا، يصب وادي العين في البحر الأبيض المتوسط جنوب قرية العين. يُعرف الجزء الشرقي العلوي من الوادي باسم الوَسط، بينما يُعرف الجزء الغربي باسم العين نسبةً إلى عين قدِم. 

## المعالم الجيولوجية
فوق نقطة التقاء وادي نيدر بوادي العين، يبرز جرف كلسي طوله 200 متر وارتفاعه يتراوح بين 10 و15 مترًا، ويحتوي على عدة كهوف، من بينها كهف أورانيت، الذي يمتد بطول 42 مترًا مخترقًا الجرف، وله مدخلان وعدة قاعات داخلية. عُثر في الكهف على قطع أثرية تعود إلى الثقافة الموستيرية والعصر النحاسي. يُعتبر الكهف مأوىً لخفافيش الحشرات.

## البيئة الطبيعية
تبلغ مساحة حوض تصريف وادي العين حوالي 11 كيلومترًا مربعًا، وهو جزء من محمية طبيعية داخل منتزه الكرمل. في سبعينيات القرن العشرين، تم تخصيص نحو 6,500 دونم داخل المحمية لإنشاء محمية حاي بار الكرمل لإعادة توطين الحيوانات التي انقرضت من المنطقة.
في عام 1989، تعرضت محمية وادي العين لأضرار جراء حريق الكرمل. وقد تمت عملية استعادة النظام البيئي بشكل طبيعي دون تدخل بشري كبير.

## الحياة النباتية
يتميز الوادي بغطاء نباتي من الغابات المتوسطية، حيث تنمو أشجار مثل الصنوبر الحلبي، البطم الفلسطيني، القيقب السوري، والسنديان المتوسطي. كما يمكن العثور على نباتات مثل اللوتس المشعر واللوتس المروني. في المنحدرات الشمالية والمناطق الأكثر رطوبة، تنمو أشجار كلخ الغابات، الغار والعنصل.

## الاكتشافات الأثرية
بين نوفمبر 2000 ويناير 2001، أجريت تنقيبات أثرية على الضفة الشمالية لوادي العين، على بعد حوالي 300 متر شرق طيرة الكرمل. كشفت الحفريات عن ثلاث قنوات مائية قديمة كانت تنقل المياه من عين قدم في وادي نيدر إلى قرية طيرة.
- القناة الأولى، التي تم حفر 30 مترًا منها، كانت مبنية من حجارة غير مشذبة ومكسوة بطبقة من الجص الأبيض.
- القناة الثانية، المبنية فوق الأولى، اعتمدت على حجارة منحوتة مدعومة بأنابيب حجرية.
- القناة الثالثة، التي تم الكشف عن 115 مترًا منها، كانت مبنية على منحدر وتتألف من أنابيب فخارية محاطة بحجر جيري.
لم يتمكن الباحثون من تحديد تاريخ دقيق لهذه القنوات، إلا أنه يُعتقد أنها كانت مستخدمة منذ العصر البيزنطي وحتى القرن العشرين. تم توثيق هذه القنوات لأول مرة من قبل المستكشف إبرهارد فون مولينن خلال دراسته لجبل الكرمل بين عامي 1907-1908. كما عُثر في المنطقة على محاجر، كهوف دفن، وخزان مياه.

## معرض الصور

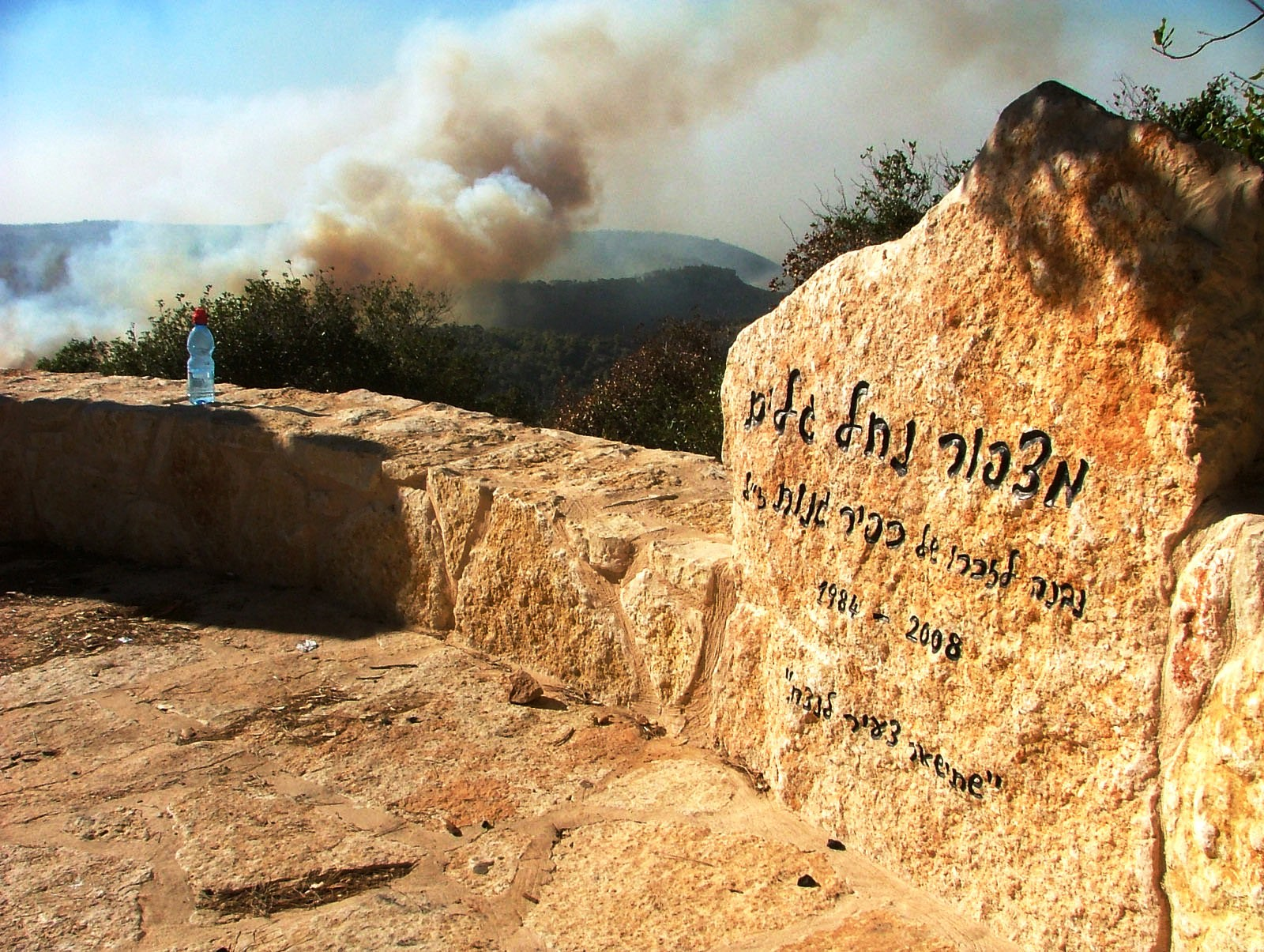
منظر من مرصد وادي غاليم باتجاه الحريق الكبير
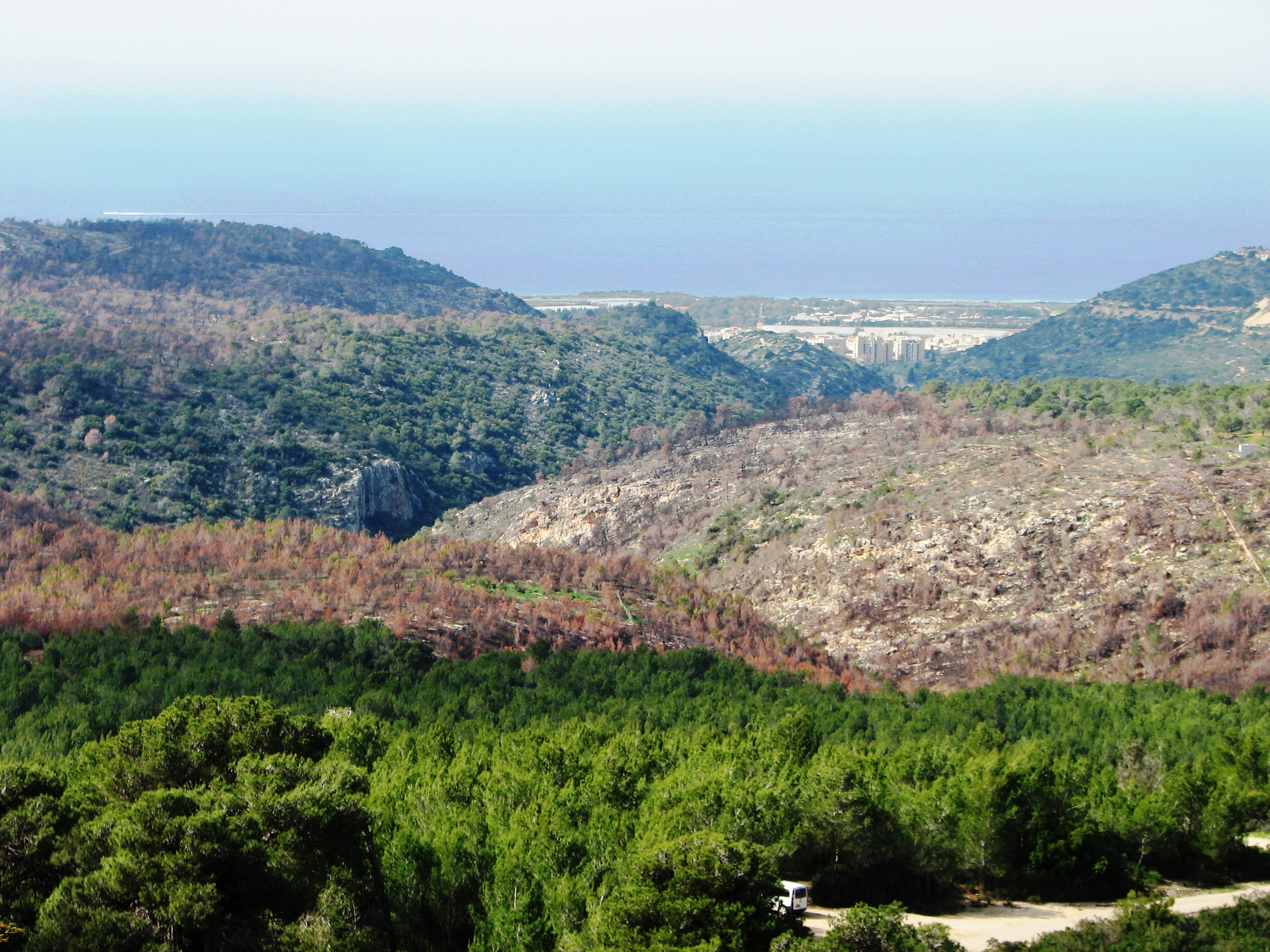
صورة من محمية وادي غاليم الطبيعية تُظهر المناظر الجبلية الخلابة والتضاريس الوعرة في جبل الكرمل
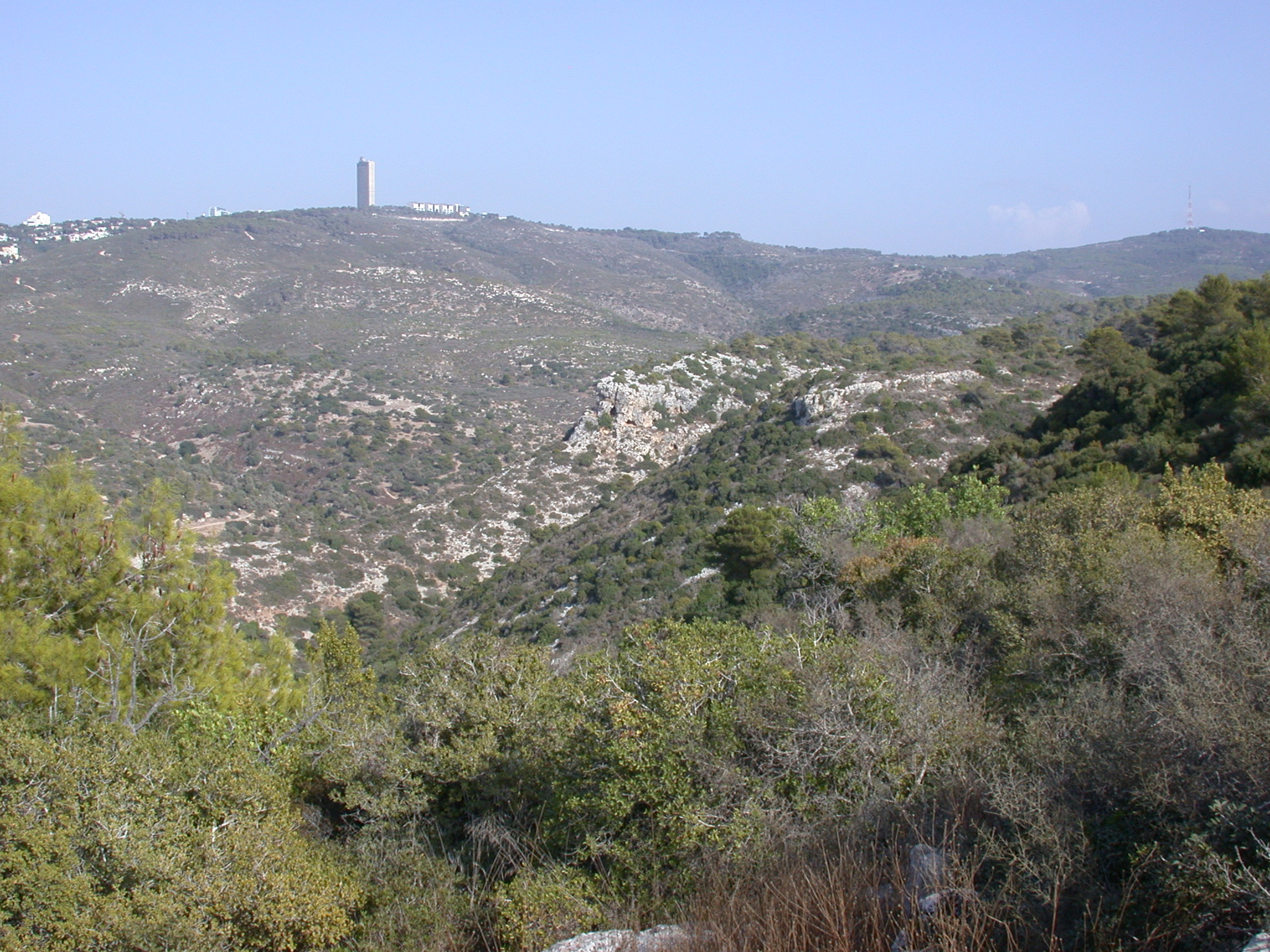
صورة تُظهر غابة في منطقة الكرمل، تعكس الطبيعة الخضراء والتنوع النباتي في المنطقة.